# Associação Atlética São Bento (São Caetano do Sul)
A Associação Atlética São Bento foi um clube brasileiro de futebol da cidade de São Caetano do Sul, fundado em 1954. Suas cores eram azul e branca.

## História
O clube foi fruto da fusão do São Caetano Esporte Clube e do Comercial de São Paulo, e seu nome e uniforme eram homenagens ao São Bento, clube paulistano campeão estadual em 1914 e 1925. O clube já nasceu na primeira divisão, devido ao histórico do Comercial — o São Caetano estava na segunda divisão. A experiência, entretanto, não deu certo, e a fusão foi encerrada em 1957, com os dois clubes originais voltando às suas respectivas divisões no ano seguinte. Em 1959, o São Caetano abandonou o futebol profissional (embora o clube exista até hoje) e o Comercial foi rebaixado à segunda divisão. No ano seguinte, desceu à terceira, que disputou em 1961, antes de a equipe ser desativada.